# Trichoderma minutisporum
Trichodérma minutísporum (лат.) — вид грибов-аскомицетов, относящийся к роду триходерма (Trichoderma) семейства гипокрейные (Hypocreaceae). Ранее это название использовалось только для обозначения анаморфной стадии гриба, а телеоморфа именовалась Hypócrea minutíspora.
Один из наиболее часто обнаруживаемых видов рода, образующих телеоморфу и встречающихся в умеренных регионах.

## Описание
Колонии на картофельно-декстрозном агаре на третьи сутки около 4 см в диаметре, концентрически-зонистые, пушистые от обильного воздушного мицелия. Реверс желтоватый. Запах, если имеется, неприятный. Конидиальное спороношение в культуре наблюдается со вторых суток роста, слабо выраженное, беловатое, в виде одиночных фиалид.
На кукурузно-декстрозном агаре колонии на третьи сутки 4,5—5 см в диаметре, сначала без концентрических зон, тонкие, по краю с заметным воздушным мицелием. Спороношение проявляется на 2—3-и сутки, через 4—5 суток зеленеет начиная от края колонии, образует широкие концентрические зоны. Оформленные подушечки спороношения практически никогда не образуются.
На агаре с 2%-ным солодовым экстрактом колонии на четвёртые сутки колонии 5—6 см в диаметре, обильно спороносящие в слабо оформленных зернистых подушечках, быстро становящихся зеленоватыми.
Конидиеносцы с непарными ветвями первого порядка и парными веточками второго порядка, иногда дополнительно разветвлённые. Фиалиды мутовчато сближенные по 2—6, 4—17 × 2,7—4,8 мкм, фляговидные до эллипсоидальных. Конидии бледно-зелёные, эллипсоидальные, реже до почти шаровидных, 3—4,5 × 2,5—3,5 мкм, гладкостенные.
Телеоморфа образует розовые, серовато-красные, коричневато-оранжевые, бледно-коричневые подушковидные до полушаровидных стромы 1—7 мм в диаметре, с красно-коричневыми до оливково-коричневых отверстиями перитециев. Аскоспоры неокрашенные, двуклеточные, быстро распадающиеся на неравные клетки.

## Экология
Встречается на разлагающейся древесине широколиственных деревьев и в качестве факультативного микотрофа, редко на хвойных.

## Таксономия
Trichoderma minutisporum Bissett, Can. J. Bot. 69 (11): 2396 (1992 [1991]).